# Lijst van voetbalinterlands Engeland - Saoedi-Arabië
Deze lijst van voetbalinterlands is een overzicht van alle officiële voetbalwedstrijden tussen de nationale teams van Engeland en Saoedi-Arabië. De landen speelden tot op heden twee keer tegen elkaar. De eerste ontmoeting, een vriendschappelijke wedstrijd, werd gespeeld in Riyad op 16 november 1988. Het laatste duel, eveneens een vriendschappelijke wedstrijd, vond plaats op 23 mei 1998 in Londen.

## Wedstrijden
| № | Plaats | Datum            | Competitie        | Wedstrijd                | Uitslag |
| - | ------ | ---------------- | ----------------- | ------------------------ | ------- |
| 1 | Riyad  | 16 november 1988 | Vriendschappelijk | Saoedi-Arabië – Engeland | 1 – 1   |
| 2 | Londen | 23 mei 1998      | Vriendschappelijk | Engeland – Saoedi-Arabië | 0 – 0   |

## Samenvatting
| Competitie        | Totaal gespeeld | Winst Engeland | Gelijk | Winst Saoedi-Arabië | Doelsaldo Engeland – Saoedi-Arabië |
| ----------------- | --------------- | -------------- | ------ | ------------------- | ---------------------------------- |
| Vriendschappelijk | 2               | 0              | 2      | 0                   | 1 − 1                              |
| Totaal            | 2               | 0              | 2      | 0                   | 1 − 1                              |

Wedstrijden bepaald door strafschoppen worden, in lijn met de FIFA, als een gelijkspel gerekend.

## Details

### Eerste ontmoeting
| Vriendschappelijk (Riyad, Saoedi-Arabië, 16 november 1988): |       |                |
| Saoedi-Arabië                                               | 1 – 1 | Engeland       |
| Majid Abdullah 15'                                          | goals | 54' Tony Adams |

### Tweede ontmoeting
| Vriendschappelijk (Londen, Verenigd Koninkrijk, 23 mei 1998): |       |               |
| Engeland                                                      | 0 – 0 | Saoedi-Arabië |
|                                                               | goals |               |

FA · A-internationals · Selecties · Bondscoaches · Engels vrouwenelftal · Brits olympisch elftal · Engeland -21 · Engeland -20 · Engeland -19 · Engeland -18 · Engeland -17 · Engeland -16 · Vrouwen -17
1872 – 1899 ·
1900 – 1919 ·
1920 – 1929 ·
1930 – 1939 ·
1940 – 1949 ·
1950 – 1959 ·
1960 – 1969 ·
1970 – 1979 ·
1980 – 1989 ·
1990 – 1999 ·
2000 – 2009 ·
2010 – 2019 ·
2020 − 2029
EK's: 1968 ·
1980 ·
1988 ·
1992 ·
1996 ·
2000 ·
2004 ·
2012 · 
2016 · 
2020 · 
2024
WK's: 1950 ·
1954 ·
1958 ·
1962 ·
1966 ·
1970 ·
1982 ·
1986 ·
1990 ·
1998 ·
2002 ·
2006 ·
2010 ·
2014 ·
2018 · 
2022
Albanië ·
Algerije ·
Andorra ·
Argentinië ·
Australië ·
Azerbeidzjan ·
België ·
Bosnië en Herzegovina ·
Brazilië ·
Bulgarije ·
Canada ·
Chili ·
China ·
Colombia ·
Costa Rica ·
Cyprus ·
Denemarken ·
DDR · 
Duitsland ·
Ecuador ·
Egypte ·
Estland ·
Finland ·
Frankrijk ·
Georgië ·
Ghana ·
GOS ·
Griekenland ·
Honduras ·
Hongarije ·
Ierland ·
IJsland · 
Iran ·
Israël ·
Italië ·
Ivoorkust ·
Jamaica ·
Japan ·
Joegoslavië ·
Kameroen ·
Kazachstan ·
Koeweit ·
Kosovo ·
Kroatië ·
Liechtenstein ·
Litouwen ·
Luxemburg ·
Maleisië ·
Malta ·
Marokko ·
Mexico ·
Moldavië ·
Montenegro ·
Nederland ·
Nieuw-Zeeland ·
Nigeria ·
Noord-Ierland ·
Noord-Macedonië ·
Noorwegen ·
Oekraïne ·
Oostenrijk ·
Panama · 
Paraguay ·
Peru · 
Polen ·
Portugal ·
Roemenië ·
Rusland ·
San Marino · 
Saoedi-Arabië ·
Schotland ·
Senegal ·
Servië ·
Servië en Montenegro · 
Slovenië ·
Slowakije ·
Sovjet-Unie ·
Spanje ·
Trinidad en Tobago ·
Tsjechië ·
Tsjecho-Slowakije ·
Tunesië ·
Turkije ·
Uruguay ·
Verenigde Staten ·
Wales ·
Wit-Rusland ·
Zuid-Afrika ·
Zuid-Korea ·
Zweden ·
Zwitserland
Algerije (2010) · 
Argentinië (1986) · 
Argentinië (1998) · 
Argentinië (2002) · 
België (1990) · 
België (2018, 1) · 
België (2018, 2) · 
Brazilië (2002) · 
Colombia (1998) ·
Colombia (2018) ·
Costa Rica (2014) ·
Denemarken (2002) ·
Denemarken (2021) · 
Duitsland (2000) ·
Duitsland (2010) ·
Duitsland (2021) ·
Ecuador (2006) ·
Egypte (1990) ·
Frankrijk (1982) ·
Frankrijk (2012) ·
Frankrijk (2022) ·
Ierland (1990) · 
IJsland (2016) ·
Italië (1990) · 
Italië (2012) · 
Italië (2014) · 
Italië (2021) · 
Kameroen (1990) · 
Koeweit (1982) · 
Kroatië (2018) ·
Kroatië (2021) · 
Marokko (1986) · 
Nederland (1990) · 
Nigeria (2002) · 
Oekraïne (2012) · 
Oekraïne (2021) ·
Panama (2018) · 
Paraguay (1986) · 
Paraguay (2006) · 
Polen (1986) · 
Portugal (1986) · 
Portugal (2000) · 
Portugal (2006) · 
Roemenië (1998) ·
Roemenië (2000) ·
Rusland (2016) ·
Schotland (2021) ·
Senegal (2022) ·
Slovenië (2010) ·
Slowakije (2016) ·
Spanje (1982) ·
Spanje (2024) ·
Trinidad en Tobago (2006) ·
Tsjechië (2021) ·
Tsjecho-Slowakije (1982) ·
Tunesië (1998) ·
Tunesië (2018) ·
Uruguay (2014) ·
Verenigde Staten (2010) ·
Wales (2016) · 
West-Duitsland (1966) ·
West-Duitsland (1982) ·
West-Duitsland (1990) ·
Zweden (2002) ·
Zweden (2006) · 
Zweden (2012)
SAFF · A-internationals · Selecties · Bondscoaches · Statistieken · Saoedi-Arabisch vrouwenelftal · Saoedi-Arabië U21 · Saoedi-Arabië U20 · Saoedi-Arabië U19 · Saoedi-Arabië U18 · Saoedi-Arabië U17
1950 – 1959 · 
1960 – 1969 · 
1970 – 1979 · 
1980 – 1989 · 
1990 – 1999 · 
2000 – 2009 · 
2010 – 2019 ·
2020 − 2029
WK 1994 · 
WK 1998 · 
WK 2002 · 
WK 2006 · 
WK 2018
OS 1984 · 
OS 1996 · 
OS 2020
1957 · 
1958 · 1959 · 1960 · 
1961 · 
1962 · 
1963 · 
1964 · 1965 · 1966 · 
1967 · 
1968 · 
1969 · 
1970 · 
1971 · 
1972 · 
1973 · 
1974 · 
1975 · 
1976 · 
1977 · 
1978 · 
1979 · 
1980 · 
1981 · 
1982 · 
1983 · 
1984 · 
1985 · 
1986 · 
1987 · 
1988 · 
1989 · 
1990 · 
1991 · 
1992 · 
1993 · 
1994 · 
1995 · 
1996 · 
1997 · 
1998 · 
1999 · 
2000 · 
2001 · 
2002 · 
2003 · 
2004 · 
2005 · 
2006 · 
2007 · 
2008 · 
2009 · 
2010 · 
2011 · 
2012 · 
2013 ·
2014 ·
2015 ·
2016 ·
2017 ·
2018 ·
2019 ·
2020 ·
2021 ·
2022 ·
2023
Afghanistan · 
Albanië ·
Algerije · 
Angola · 
Argentinië · 
Australië · 
Azerbeidzjan · 
Bahrein · 
Bangladesh · 
België · 
Bhutan · 
Bolivia · 
Brazilië · 
Bulgarije · 
Cambodja ·
Canada · 
Chili · 
China · 
Colombia ·
Congo-Brazzaville · 
Congo-Kinshasa · 
Costa Rica · 
Cyprus · 
Denemarken · 
Duitsland · 
Ecuador ·
Egypte · 
Engeland · 
Equatoriaal-Guinea ·
Estland · 
Finland · 
Frankrijk · 
Gabon · 
Gambia ·
Georgië · 
Ghana · 
Griekenland ·
Honduras · 
Hongarije · 
Hongkong · 
Ierland · 
IJsland · 
India · 
Indonesië · 
Irak · 
Iran · 
Italië ·
Jamaica · 
Japan · 
Jemen · 
Jordanië · 
Kameroen · 
Kazachstan · 
Kirgizië · 
Koeweit · 
Kroatië ·
Laos ·
Letland ·
Libanon · 
Libië · 
Liechtenstein · 
Litouwen ·
Luxemburg · 
Macau ·  
Maleisië · 
Mali · 
Marokko · 
Mauritanië · 
Mexico · 
Moldavië ·
Mongolië · 
Namibië · 
Nederland · 
Nepal · 
Nieuw-Zeeland · 
Nigeria · 
Noord-Korea ·
Noord-Macedonië ·
Noorwegen ·
Oeganda · 
Oekraïne · 
Oezbekistan · 
Oman · 
Oost-Timor ·
Pakistan ·
Palestina · 
Panama ·
Paraguay · 
Peru ·
Polen · 
Portugal · 
Qatar · 
Rusland · 
Schotland · 
Senegal · 
Singapore · 
Slovenië · 
Slowakije · 
Soedan · 
Spanje · 
Sri Lanka · 
Syrië · 
Tadzjikistan · 
Taiwan · 
Tanzania · 
Thailand · 
Togo · 
Trinidad en Tobago · 
Tsjechië · 
Tunesië · 
Turkije · 
Turkmenistan · 
Uruguay · 
Venezuela · 
Verenigde Arabische Emiraten · 
Verenigde Staten · 
Vietnam · 
Wales · 
Wit-Rusland · 
Zambia ·
Zimbabwe ·
Zuid-Afrika · 
Zuid-Jemen · 
Zuid-Korea · 
Zweden
Argentinië (1992) · 
Argentinië (2022) · 
Egypte (2018) · 
Oekraïne (2006) · 
Rusland (2018) ·
Spanje (2006) ·
Tunesië (2006) ·
Uruguay (2018)